# スーパーナショナル
株式会社スーパーナショナルは、大阪府大阪市にスーパーマーケットを展開する企業。なお、かつて「ナショナル」のブランドで家電を製造・販売をしていた現在のパナソニックや、東京都内で小売業を展開するナショナル麻布等とは無関係である。オール日本スーパーマーケット協会に加盟。

## 概要
1962年8月23日創業の地域密着型のスーパーマーケット。『「安心」と「安全」を食卓へ』をコンセプトに「店はお客様のためにあり、社員と共に栄える」を経営理念にしている。コンセプトの安心と安全に伴い国産牛はパックごとのラベルに「個体識別番号」がつき、履歴がわかる。
支払いは現金のほかクレジット、自社電子マネーであるナショナルプリカ、PayPayのキャッシュレスにも対応。全店にセミセルフ精算レジも導入されている。
2012年8月1日、関西スーパーマーケットがスーパーナショナルの発行済み株式の5％（9600株）を取得し、商品の共同開発や調達、物流センターの共同利用、合同教育の実施、店舗開発物件の紹介などを軸に資本･業務提携を検討すると発表した。協議の結果2013年3月16日、関西スーパーマーケットがスーパーナショナルの発行済み株式の15％を追加取得し、出資比率を20％に引き上げる包括的業務提携を結び関西スーパーの持分法適用会社となった事を発表した。

## 沿革
- 1962年
  - 8月23日 - 大阪市港区に会社設立
  - 10月 - 八幡屋店開店
- 1981年
  - 7月 - 資本金9,600万円に増資
- 1985年
  - 2月 - 港区から大正区へ本部移転
- 1987年
  - 7月 - ナショナル物流株式会社開設
  - 12月 - 日農食産物流センター開設
- 1990年
  - 7月 - POS導入スタート
- 1994年
  - 5月 - 南港物流センター開設
- 2013年
  - 3月 - 株式会社関西スーパーマーケットと包括的業務提携
- 2016年
  - 2月 - ナショナルプリカ（電子マネー）導入開始

## 店舗
2025年5月現在、大阪市内に9店舗が存在している。
最新情報は店舗のご案内を参照。

### 過去に存在した店舗
- 恩加島店[8]
- 弁天店[9]
- 衆楽店[10]
- 繁栄店[11]
- 夕凪店（マミーマート）[12]
- 春木店[13]（2014年9月閉店）
- 長吉店[14]（2019年10月閉店）
- 野里店[15]（2020年2月29日閉店）[16]
- 三国店[17]（2022年7月20日閉店）[18]
- 弁天町駅前店[19]（2023年4月20日閉店）

## 関連会社
- ナショナル物流株式会社
- 頂好食品株式会社
- 株式会社マミーマート

## プライベート・ブランド商品
- くらし良好[20]